# Рудольф Бухбіндер
Рудольф Бухбіндер (нім. Rudolf_Buchbinder; нар. 1 грудня 1946, Літомержіце, Чехословаччина) — австрійський піаніст.

## Біографія
У віці п'яти років Бухбіндер став наймолодшим студентом Музичного університету у Відні. Свій перший публічний концерт він дав у дев'ять років. У 1958 році його прийняли до майстер-класу Бруно Зайдльгофера у Віденському музичному університеті, до якого також входив Фрідріх Гульда. У 1961 році, у віці 15 років, він отримав першу премію з Віденським фортепіанним тріо на музичному конкурсі ARD Баварського радіо в Мюнхені. У 1962 році отримав медаль Ліпатті. Згодом Бухбіндер працював переважно як камерний музикант. Його партнерами були скрипаль Йозеф Сук і віолончеліст Янош Старкер. Відтоді він виступав ледь не з усіма великими оркестрами та диригентами. Він також час від часу сам диригував за фортепіано, наприклад, у концертах із Симфонічним оркестром Саарбрюкенського радіо. Протягом своєї кар'єри він підготував вражаючий репертуар, починаючи від класичних і романтичних творів і до творів 20-го століття. Бухбіндер був відповідальним за прем'єру творів Готфріда фон Ейнема та Герхарда Вімбергера (2-й фортепіанний концерт 1984). Він став відомий насамперед як бетховенознавець. Записав понад 200 записів. У 1976 році він отримав Grand Prix du Disque за повний запис фортепіанних творів Йозефа Гайдна. З коментарями Йоахіма Кайзера він грав фортепіанні сонати Бетховена на музичних фестивалях.
З 2007 року Бухбіндер є художнім керівником нового музичного фестивалю Grafenegg у замку Grafenegg (Нижня Австрія). У 2009 році він знявся в удостоєному нагород документальному фільмі «Піаноманія» режисерів Ліліан Франк і Роберта Сібіса. Фільм був добре сприйнятий на національному та міжнародному рівнях, був відзначений на багатьох фестивалях і був включений до каталогу Goethe-Institut. У вільний час Бухбіндер читає та малює.
У березні 2024 року було оголошено, що Йоганнес Нойберт змінить його на посаді художнього керівника фестивалю Grafenegg з жовтня 2026 року, а Бухбіндер стане президентом.

## Твори

### CD релізи (вибірка)
- 2012: Wolfgang Amadeus Mozart: Klavierkonzerte Nr. 23 & 25, Sony Classical
- 2013: Schubert: Impromptus D 899, Sonate D 960, Sony Classical
- 2014: Beethoven: Mondscheinsonate, Sony Classical
- 2015: Sommernachtskonzert 2015: Rudolf Buchbinder & Wiener Philharmoniker u. d. Leitung von Zubin Mehta, Sony Classical
- 2015: Bach: Partitas, BWV 825 & 826 — English Suite, BWV 808, Sony Classical
- 2016: Wolfgang Amadeus Mozart: Piano Concertos, K.466,K.467- Rudolf Buchbinder & Staatskapelle Dresden, Sony Classical

### Книжкові видання
- Da Capo / Rudolf Buchbinder. Aufgezeichnet von Michaela Schlögl. Mit einem Vorwort von Joachim Kaiser. Styria, Wien / Graz / Klagenfurt 2008; ISBN 978-3-222-13248-3
- Mein Beethoven. Leben mit dem Meister. Residenz Verlag 2014. ISBN 978-3-7017-3347-7.
- Der letzte Walzer: 33 Geschichten über Beethoven, Diabelli und das Klavierspielen, Amalthea Signum Verlag, Wien 2020, ISBN 978-3-99050-173-3. Rezension

## Учні
- Ірена Гульзарова
- Вернер Кіршбаум

## Нагороди
- 1961 1. Приз на Міжнародному музичному конкурсі ARD у Мюнхені, категорія фортепіанного тріо
- 1970 Премія Моцарта за інтерпретацію від Федерального міністра освіти та мистецтва Австрії
- 1977 Grand Prix du Disque за повне зібрання фортепіанних творів Йозефа Гайдна
- 1989 Австрійський хрест Пошани за науку і мистецтво
- 1992 Почесний член Віденського симфонічного оркестру
- 1994 Почесний член Карінтійського літа
- 1995 Австрійський хрест Пошани за науку і мистецтво 1-го ступеня
- 1996 Велика медаль За заслуги від землі Зальцбург
- 1996 Велика золота медаль пошани від землі Каринтія
- 1996 р. Каблучка Антона Брукнера
- 1996 Золота медаль Пошани за заслуги перед землею Відень
- 1999 Велика золота медаль пошани від землі Нижня Австрія
- 2003 Велика золота медаль Пошани за заслуги перед Австрійською Республікою
- 2004 Золота медаль Пошани землі Зальцбург
- 2007 Золота медаль Пошани федеральної столиці Відень
- 2008 Почесний член Товариства друзів музики у Відні
- 2010 Туристична премія землі Нижня Австрія 2010 за роботу в музичному туризмі в Графенег.[4]
- 2011 Медаль Gloria Artis за заслуги в культурі, польська культурна нагорода.
- 2012 Echo Klassik у номінації «Інструменталіст року» (фортепіано) з альбомом Beethoven: The Sonata Legacy (RCA Red Seal/Sony)[5]
- 2016 почесний член Віденської філармонії
- 2017 Віденська премія Моцарта
- 2020: Opus Klassik за творчість його життя